# Gare de Aïn Kechra
La gare dz Aïn Kechra est une gare ferroviaire algérienne située sur le territoire de la commune de Aïn Kechra, dans la wilaya de Skikda.

## Situation ferroviaire
La gare est située à l'ouest de la ville de Aïn Kechra, sur la ligne de Ramdane Djamel à Jijel. Elle est précédée de la gare de Aïn Rouibah et suivie de celle de Settara.

## Service des voyageurs

### Desserte
La gare de Aïn Kechra est desservie par les trains régionaux de la liaison Constantine - Jijel,.